# Aracadaini
Os aracadainis constituem um grupo indígena que teria habitado as margens do rio Corodoá e do rio Aroá, dois afluentes do rio Cunhuá, no estado brasileiro do Amazonas.